# 巴克河
巴克河（羅馬化：Baky）是俄羅斯的河流，屬於亞納河的左支流，由薩哈共和國負責管轄，河道全長172公里，流域面積約3,020平方公里，河水主要來自融雪和雨水。